# Gerbe (Einheit)
Gerbe war eine marokkanische Masseneinheit für die Masse.
- 1 Gerbe = 3,045 kg

Die Maßkette war:
- 1 Kantar = 50/11 Kula = 50/3 Gerbe = 100 Rotal/Rottel/Artal
  - 1 Rotal = 507,5 g